# James Victor (acteur)
Pour les articles homonymes, voir James Victor et Victor.
Lincoln Peralta (Santiago de los Caballeros, 27 juillet 1939 - Hollywood, 20 juin 2016) est un acteur américain connu sous le pseudonyme James Victor. Il est surtout connu pour son rôle du Sergent Jaime Mendoza dans la série télévisée Zorro, de 1990 à 1993.

## Biographie
Né en 1939, à Santiago de los Caballeros en République dominicaine, Lincoln Peralta est le plus jeune d'une fratrie de six enfants. Sa famille émigre à New-York quand il avait quatre ans. En 1958, il sort diplômé du Haaren High School (en) situé à Hell's Kitchen dans le quartier de Midtown à Manhattan. À sa sortie du lycée, il obtient un travail au bureau de tri du courrier de la Walt Disney Company dans les bureaux de New York et rejoint une compagnie de théâtre bilingue, El Nuevo Círculo Dramatico (en). Sa rencontre avec le réalisateur John Cassavetes le pousse à devenir acteur. Il prend le nom de scène James Victor en l'honneur de son frère aîné.

### Carrière
Une profonde amitié le lie à John Cassavetes qui durera jusqu'à leurs morts. Cassavetes en fait son protégé et le fait ainsi travailler sur les premiers films qu'il réalise : Shadows en 1959, La Ballade des sans-espoir (Too Late Blues) en 1961 et Faces en 1968,. Il apparaîtra ensuite dans de nombreuses séries télévisées entre les années 1960 et 1990 : Mes trois fils, Les Espions, Cher oncle Bill, Auto-patrouille, Kung Fu, Falcon Crest, Les Enquêtes de Remington Steele et Arabesque.
Mais c'est son rôle du Sergent Jaime Mendoza durant les quatre saisons de la série Zorro qui le fera vraiment connaître. Le sergent, ami de Don Diego de la Vega (Duncan Regehr), préfère aller manger à la taverne que poursuivre Zorro, n'hésitant pas au fil de la série à s'opposer, de manière détournée, aux ordres de l'alcade pour protéger des innocents. Bien que dans l'ensemble le tournage se soit bien déroulé et que les acteurs s'entendaient bien, James Victor détestait tourner avec les chevaux : il les craignait en plus d'y être allergique.
Il jouera également dans plusieurs films comme Légitime Violence en 1977, Chicanos, chasseur de têtes en 1980 et American Teenagers en 1983 dans lequel joue également Henry Darrow qu'il retrouvera quelques années plus tard sur le tournage de Zorro.
En 1986, il joue dans la pièce de théâtre I Don't Have to Show You No Stinking Badges! du dramaturge Luis Valdez au Los Angeles Theatre Center.
Malade du cœur, il meurt le 20 juin 2016 dans son appartement d'Hollywood à l'âge de 76 ans. Il est enterré au Hollywood Forever Cemetery le 10 juillet 2016.

## Filmographie partielle

### Cinéma
- 1968 : Girl in Gold Boots de Ted V. Mikels : Joey
- 1972 : Les Poulets (Fuzz) de Richard A. Colla : le patrouilleur Gomez
- 1977 : Légitime violence (Rolling Thunder) de John Flynn : Lopez
- 1979 : Boulevard Nights de Michael Pressman : Gil Moreno
- 1980 : Les Massacreurs de Brooklyn (Defiance) de John Flynn : Père Rivera
- 1980 : Chicanos, chasseurs de têtes (Borderline) de Jerrold Freedman : Mirandez
- 1983 : American Teenagers (Losin' It) de Curtis Hanson : avocat
- 1988 : Envers et contre tous (Stand and Deliver) de Ramón Menéndez : le père d'Ana
- 1995 : Gunfighter's Moon de Larry Ferguson : Juan Acosta
- 2012 : Bless Me, Ultima de Carl Franklin : le grand-père d'Antonio

### Télévision

#### Séries télévisées
- 1962-1963 : The Lloyd Bridges Show : un infirmier, un sergent (2 épisodes)
- 1963-1965 : Mes trois fils (My Three Sons) : Teddy et Pete Abbott (3 épisodes)
- 1964 : Haute Tension (Kraft Suspense Theatre) : (1 épisode)
- 1965 : Les Espions (I Spy) : Hernando (1 épisode)
- 1966-1968 : Cher oncle Bill (Family Affair) : un livreur, un opérateur de la radio (2 épisodes)
- 1969 : Mayberry R.F.D. (en) : Sanchez
- 1970 : Auto-patrouille (Adam-12) : Eddie Alvarado
- 1974 : Le Magicien (The Magician) : Artie
- 1975 : Kung Fu : Raoul
- 1976 : Viva Valdez (en) : Victor Valdez
- 1978 : Police Story : Fuentes
- 1978 : L'Homme-araignée (The Amazing Spider-Man) : Lieutenant Martinez (1 épisode)
- 1979 : The White Shadow : Inspecteur Diaz
- 1981 : Lou Grant : Tommy Hernandez
- 1981-1982 : Falcon Crest : Paul Espinoza et un ouvrier hispanique
- 1983 : Condo : Jose Montoya
- 1987 : Les Enquêtes de Remington Steele (Remington Steele) : Chef de Police Suarez
- 1990-1993 : Zorro : Sergent Jaime Mendoza
- 1995 : Lonesome Dove : Le Crépuscule (Streets of Laredo) : Gordo
- 1996 : Arabesque (Murder, She Wrote) : Juan (1 épisode)

#### Téléfilms
- 1976 : Twin Detectives de Robert Day : Lieutenant Martinez
- 1979 : The Streets of L.A. de Jerrold Freedman : Mr. Corona
- 1982 : Les vampires n'existent pas (I, Desire) de John Llewellyn Moxey : Dr Herrera
- 1986 : Le Choix (Second Serve) d'Anthony Page : l'Espagnol d'âge moyen

## Voix francophones
L'acteur est doublé par Jacques Ferrière dans le film Légitime Violence en 1977 et par Henry Djanik dans Chicanos, chasseur de têtes en 1980. Dans la série Zorro, il est doublé par Roger Carel.